# Kuancheng
Kuancheng léase Kuán-Cheng (en chino:宽城区, pinyin:Kuānchéng Qū, literal:ciudad amplia) es un distrito urbano bajo la administración directa de la subprovincia de Changchun, capital provincial de Jilin , República Popular China. El distrito yace en una llanura con una altitud promedio de 250 m s. n. m., ubicada en el centro financiero de la ciudad. Su área total es de 877 km² y su población proyectada para 2010 fue de +600 mil habitantes.

## Administración
El distrito de Kuancheng se divide en 16 pueblos que se administran en 13 subdistritos, 2 poblados y 1 villas.